# توماس وایلدر
توماس وایلدر (انگلیسی: Thomas Wilder؛ زادهٔ ۱۴ مهٔ ۱۹۹۵) بازیکن بسکتبال اهل ایالات متحده آمریکا است.